# Sängerknaben vom Wienerwald
Die private Chorschule der Sängerknaben vom Wienerwald (englisch: Vienna Woods Boys' Choir) war eine Singschule mit Öffentlichkeitsrecht für Knaben (und Mädchen) in Maria Enzersdorf, südlich von Wien in Niederösterreich.

## Geschichte
Die Chorschule der „Sängerknaben vom Wienerwald“ wurde 1921 in St. Gabriel in Maria Enzersdorf von Pater Stanislaus Marusczyk, einem der Steyler Missionare gegründet. Waren es am Beginn vor allem die musikalischen Gestaltungen der Gottesdienste und Feiern des Missionshauses St. Gabriel, wo auch die Schule untergebracht ist, so begann der Knabenchor schon bald mit Konzertreisen zuerst durch Österreich und später auch ins benachbarte Ausland.
Sie bereisten fast alle Länder Europas, im Jahr 1968 erfolgte die erste Einladung für eine Konzerttournee nach Japan. Weitere Konzertreisen führten bis Südkorea, die Philippinen und die USA. 1998 war der Chor zum bereits 15. Mal auf Konzerttournee in Japan, sowie auch auf besondere Einladung zum ersten Mal im Königreich Jordanien. 2001 erfolgte die erste Tournee durch Brasilien, 2005 die erste Reise nach Litauen.
Die „Sängerknaben vom Wienerwald“ pflegten das gesamte Repertoire für Oberchor: vom Gregorianischen Choral über die gesamte geistliche und weltliche europäische Chormusik bis ins 20. Jahrhundert, Volkslieder und Wiener Musik bis hin zu Standards aus Jazz, Pop und Rock. Kirchenmusikalische Aufführungen an den hohen Festtagen in St. Gabriel wechselten mit ca. 50 Konzertauftritten während des Schuljahres. Der Höhepunkt des Jahres war eine 3- bis 5-wöchige Konzerttournee in den Sommermonaten. Daneben wurden gelegentlich Tonträger aufgenommen und an Radio- und Fernsehproduktionen teilgenommen.
Stephan Duursma leitete zuletzt die private Chorschule mit Öffentlichkeitsrecht als Geschäftsführer und als Obmann den verantwortlichen Trägerverein der „Freunde der Sängerknaben vom Wienerwald“. Für musikalische Belange war Kapellmeister Christian Fraberger verantwortlich.
Der Chor wurde 2014 wegen Nachwuchsmangels aufgelöst.

## Tonträger
- Chormusik für Geist und Seele
- Mit Volksliedern durch das Jahr
- Laudate Pueri
- Geschichten aus dem Wienerwald
- Melodien von Mozart, Schubert, Strauß und Lieder aus Wien
- Weihnachten

## Ehemalige Mitglieder (Auswahl)
- August Breininger, ehem. Bürgermeister Baden bei Wien
- Manfred Hemm, Opernsänger
- Peter Rapp, Showmaster und ORF-Moderator
- Franz Viehböck, Wissenschaftler und Astronaut
- Vocalitas, A-cappella-Gruppe

## Auftritte
Eine Auswahl der Auftrittsreferenzen:
- Auftritte vor Staats- und Landesrepräsentanten sowie königlichen Familien
- Licht ins Dunkel, Brieflosshow – ORF
- Hofburg, Wien
- Palais Ferstel, Wien
- Palais Schwarzenberg, Wien
- Kunsthistorisches Museum, Wien
- Suntory Hall, Japan
- über 100 Tourneen und Konzertreisen